# Юлий Фърков
Юлий Кирилов Фърков (29.06.1946 – 23 септември 2023) е български архитект, специалист по реставрация на архитектурно-културно наследство. С основна заслуга, след негови изследвания и трудове, за обявяването на Архитектурен и археологически резерват „Пауталия – Велбъжд“ в центъра на гр. Кюстендил през 1977 г. 
Автор и съавтор на десетки проекти по консервация, реставрация и адаптация на паметници на културата, сред които комплекса при метростанция „Сердика“, крепостната стена на ранновизантийска крепост на нос Акра до Черноморец, на Лъвов мост, средновековната църква „Свети Николай Чудотворец“ в Созопол, антична Вила Армира, крепостта „Перистера“ в Пещера, Цари Мали град и други, включително и най-вече в родния му Кюстендил.
Биографични данни:
http://zheleva-martins.com/2015/03/31/%D0%BF%D1%80%D0%B5%D0%B4%D1%81%D1%82%D0%B0%D0%B2%D1%8F%D0%BC%D0%B5-%D0%B2%D0%B8-%D0%B0%D1%80%D1%85-%D1%8E%D0%BB%D0%B8%D0%B9-%D1%84%D1%8A%D1%80%D0%BA%D0%BE%D0%B2/